# BAC TSR-2
De British Aircraft Corporation TSR-2 is een bommenwerper uit de tijd van de Koude Oorlog. Het toestel werd in het begin van de jaren zestig van de 20e eeuw speciaal ontworpen en ontwikkeld voor de Royal Air Force. De aanduiding TSR-2 die aan het toestel was gegeven, betekende Tactical Strike-Reconnaissance model 2. De firma British Aircraft Corporation was ontstaan uit een samenwerking van de firma’s Vickers-Armstrong en English Electric.
Het toestel was ontworpen om zeer laag en zeer snel door een goed verdedigd luchtruim heen te dringen. Daarna zou het met grote precisie vitale objecten in het achterland kunnen verkennen en uitschakelen. De TSR-2 beschikte hiervoor over een aantal geavanceerde mogelijkheden die van het toestel een formidabel wapen maakten voor de uitvoering van deze taken.
Toch werd het TSR-2 programma op een controversiële manier afgewezen ten gunste van de Amerikaanse General Dynamics F-111. De ironie wilde echter dat de aanschaf van F-111’s voor de RAF later ook werd afgezegd.

## Geschiedenis
Voor de TSR-2 beschikte de RAF over de English Electric Canberra tactische bommenwerper. Deze kon op grote hoogte en met vrij hoge snelheden worden ingezet. Net als de vroegere de Havilland Mosquito bezat de Canberra geen eigen bewapening en vertrouwde het toestel alleen op zijn snelheid. Russische onderscheppingsjagers benaderden de snelheid van de Canberra wel maar moesten daarbij ook nog eens de hoogte winnen en dat was toen nog een bijna onoverkomelijke opgave.
De prestaties van de Russische jagers namen echter toe en maakten de Canberra kwetsbaarder, maar de introductie van de radargeleide surface-to-air missile (SAM) gaven de doorslag. De vliegtuigen die op grote hoogten opereerden zoals de English Electric Canberra, de Avro Vulcan en de B-52 Stratofortress waren kwetsbaar voor deze wapens.
De oplossing hiervoor werd dus gezocht in het laagvliegen. Een toestel op 60 m hoogte wordt pas op circa 40 km van het doel voor de radar zichtbaar. Een toestel dat iets onder Mach 1 (1050 km/h) vliegt, overbrugt die afstand in minder dan 120 seconden waardoor de SAM-afweer heel weinig tijd krijgt voor de tegenaanval.
Alle Canberraversies waren ontworpen voor grote hoogten en werden vanwege de grote vleugels vlak boven de grond zeer moeilijk bestuurbaar. Ook was navigatie op lage hoogte veel ingewikkelder dan de verouderde elektronica van de Canberra aankon. Hierdoor groeide de tactische bommenwerper of interdictor, zoals de Engelse aanduiding voor dit type was, door naar een nieuwe klasse. Enkele kenmerken hiervan waren een grote vleugelbelasting om turbulentie tegen te gaan, hoogwaardige navigatieradar waarmee zeer laag en zeer snel gevlogen kon worden en veel brandstofcapaciteit vanwege het hoge verbruik tijdens het laagvliegen. Het Britse Ministerie van Defensie was zich hiervan bewust en stelde een aantal eisen samen waaraan een nieuw type interdictor moest voldoen. Eind 1957 werden de voor die tijd ambitieuze eisen openbaar gemaakt. De specificaties waaraan het toestel diende te voldoen logen er niet om en waren de volgende.

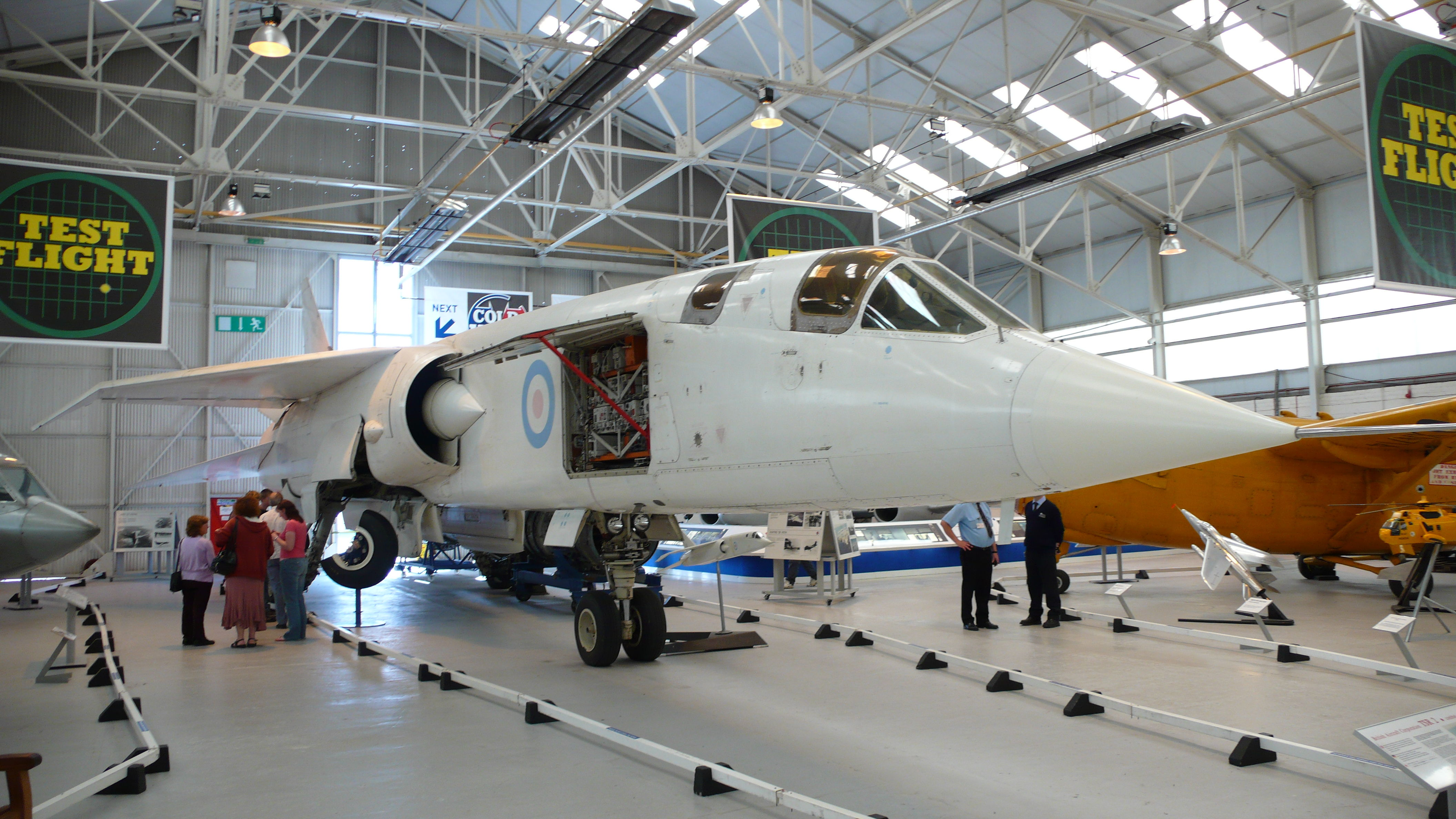
Het overgebleven exemplaar in Cosford

- Men had een supersonisch toestel nodig dat onder alle weersomstandigheden inzetbaar was.
- Het operationele bereik moest minstens 1800 km bedragen
- Het moest tactische kernwapens over een lange afstand kunnen vervoeren.
- Het moest hoogvliegend opereren op snelheden van Mach 2+ en laagvliegend op Mach 1,2
- Het moest vanaf korte onverharde startbanen kunnen opereren.
- Het moest geschikt zijn voor het lowlevel afwerpen van tactische kernwapens onder alle weersomstandigheden (met lowlevel bedoelde men beneden 300 m bij een aanvalsrun op Mach 0,95).
- Tevens moest het geschikt zijn voor afwerpen van tactische kernwapens op medium level onder alle weersomstandigheden indien nodig via de blind bombing-methode.
- Het moest fotografische en elektronische verkenningen op medium en lowlevel kunnen uitvoeren onder alle weersomstandigheden
- Het moest geschikt zijn voor het afwerpen van conventionele bommen en raketten.

Op 1 januari 1959 werd officieel groen licht gegeven voor de start van het TSR-2 project. De firma’s English Electric, de fabrikant van de Canberra en Vickers-Armstrong gingen onder de naam British Aircraft Corp. aan het werk met als doel in 1963 een vliegend prototype klaar te hebben.

## Ontwerp
Het ontwerp was gebaseerd op een groot toestel met een hooggeplaatste vleugel met afhangende tips, een totaal bewegend horizontaal staartvlak en een groot richtingsroer aangedreven door 2 Bristol-Siddeley Olympus-turbojets met naverbranders. Deze waren een variant van de motoren uit de Avro Vulcan en werden later weer doorontwikkeld voor de Concorde.
Het ontwerp omvatte speciale grote flaps aan de vleugels om korte banen te kunnen gebruiken voor de start en landing. Het toestel beschikte voor die tijd zeer geavanceerde door de firma Marconi geleverde algemene avionica. Sommige opties zoals de Ferranti-terreinvolgradar en aanvalsnavigatiesystemen, de EMI voorwaarts kijkende infraroodcamera’s en de zijwaarts kijkende radar, de splinternieuwe door de firma Elliot Automation aangepaste Autonetics Verdan automatische piloot, het door Cossor geleverde IFF-systeem en de door Plessey geleverde communicatieapparatuur werden slechts veel later de standaarduitrusting van militaire vliegtuigen. Dit veroorzaakte ook de grote prijsstijging gedurende het project.
De vleugelbelasting was zeer groot en gaf de TSR-2 de mogelijkheid zeer laag zeer snel en stabiel te vliegen. Hierdoor kwam ook de terreinvolgradar volledig tot zijn recht. Om de lowlevel-vlucht voor de bemanning minder vermoeiend te maken was het comfort van de cockpit tevens aanzienlijk verhoogd.

## Testvluchten
Ondanks de stijgende kosten werden er twee prototypes afgebouwd. De eerste vlucht werd in september 1964 gemaakt en tijdens de testfase bleek dat de TSR-2 gemakkelijk aan alle eisen voldeed. Aerodynamisch waren er totaal geen problemen; deze waren er wel met de motoren en het landingsgestel en hierdoor liep het project wat vertraging op.
De eerste supersonische vlucht was een compleet succes. Bij gebruik van slechts één naverbrander hield de naast het toestel vliegende English Electric Lightning het al niet meer bij. Het volgende half jaar werden vele tests uitgevoerd en de prestaties bleken uitstekend te zijn.

## De politiek
Terwijl de Britse vliegtuigindustrie steeds verder ging met het project, brak er een politieke storm los. Men ging ervan uit dat bemande vliegtuigen niet lang meer zouden worden ingezet en dat geleide raketten de wapens van de toekomst vormden. Bovendien waren raketten goedkoper in aanschaf en onderhoud.
Een ander negatief punt was het onderlinge wantrouwen tussen de krijgsmachtonderdelen. De Royal Navy zat midden in het NA.39-project, de latere Blackburn Buccaneer. Die was ook geschikt voor lowlevel-aanvallen op hoge snelheid maar speciaal voor operaties boven water.
Het zou natuurlijk een zeer grote besparing zijn als beide krijgsmachtonderdelen hetzelfde toestel konden benutten en de firma Blackburn bood de RAF een verbeterde supersonische versie aan. De RAF weigerde echter en gaf als reden op dat alles wat minder dan Mach 2 presteerde slecht was. Ook de capaciteiten voor een zeer korte start en landing waren een must. De RAF had zijn zinnen duidelijk al op de TSR-2 gezet.

## Stopzetting
Intussen zaten de vliegtuigontwerpers in de Verenigde Staten ook niet stil. Het Amerikaanse swing-wing General Dynamics F-111-project was de opvolger voor de Republic F-105 Thunderchief, een snelle laagvliegende bommenwerper uit de jaren 50 met een intern ruim voor een atoombom. Als eventuele kostenbesparing beschouwde de RAF deze F-111 als een alternatief.
Dit riep weerstand op bij de werknemers van de firma BAC. Zij wisten dat ze bezig waren met een uitstekend product en in reactie op een naderende afzegging hielden de BAC werknemers een protestmars maar de nieuw aangetreden Labour-regering besliste in 1965 dat de ontwikkeling van de TSR-2 zou worden stopgezet ten gunste van de F-111. Als hoofdredenen werden de betere prestaties van de F-111 opgevoerd en het feit dat het toestel veel goedkoper was.
De TSR-2-testapparatuur, het gereedschap, cruciale reservedelen en deels afgebouwde airframes werden op last van de regering zo snel mogelijk gesloopt. Het enige toestel dat daadwerkelijk heeft gevlogen, de XR219, werd met de XR221 en XR223 naar Shoeburyness gebracht en gebruikt als testobject om te zien hoe kwetsbaar een modern airframe was tegen diverse soorten lichte wapens. De haast waarmee het TSR-2-project werd geschrapt is sinds die dagen bij veel (oud-)BAC-personeelsleden een bron van discussie en van frustratie.
Slechts twee afgebouwde toestellen die nog niet hadden gevlogen overleefden de sloop; de XR220 staat in het RAF-museum in Cosford bij Wolverhampton en de XR222 staat in het Imperial War Museum in Duxford.
Als vervanger voor de TSR-2 koos het Ministerie van Defensie voor twee kandidaten; de Amerikaanse General Dynamics F-111K voor de interdictie en verkenningsrol en een vervanger op de lange termijn die door een toekomstige gecombineerde Frans-Engelse firma moest worden ontworpen.
Het F-111K-project leed door de devaluatie van het Britse pond echter zelf ook onder de enorme kostenvermeerdering tijdens de ontwikkeling. Deze bleek zelfs nog hoger te zijn dan bij het TSR-2-project. Toen deze omstandigheden werden gekoppeld aan de slechtere prestaties dan was voorzien, werd de bestelling voor 50 F-111Ks voor de RAF ongedaan gemaakt.
In plaats hiervan werd gekozen voor de F-4 Phantom II en voor een verbeterde Blackburn Buccaneer die van de Royal Navy overging naar de Royal Air Force. Dit waren nota bene dezelfde vliegtuigen die de RAF in eerste instantie had afgewezen om goedkeuring voor de bestelling en ontwikkeling van de TSR-2 te verkrijgen.
De verbeterde Blackburn Buccaneer bleek zeer capabel voor deze rollen te zijn en het toestel was zelfs in de vroege jaren 90 nog operationeel.
Voor de TSR-2 blijft, net als voor de ongedaan gemaakte bestelling voor de Canadese AVRO CF-105 Arrow-onderscheppingsjager, altijd de vraag open wat er gebeurd zou zijn als het voor zijn tijd zeer moderne toestel toch in dienst was gekomen.
De F-4 Phantom II en Blackburn Buccaneer werden uiteindelijk vervangen door de Panavia Tornado, een veel kleinere swing wing-versie dan de F-111 of de TSR-2.
Ook de Sovjet-Unie ontwikkelde zijn swing-wing-jagers en interdictie-bommenwerpers in de jaren 60 en 70.
Slechts de Australische luchtmacht (RAAF) kocht de F-111 aan. Deze werden pas eind 2010 uitgefaseerd.